# Liste der Ortspyramiden in Chemnitz
Die Liste der Ortspyramiden in Chemnitz bietet einen Überblick der aktuellen und ehemaligen drehbaren Pyramiden in den Stadtteilen von Chemnitz auf öffentlichen Plätzen. Die ursprünglich für den häuslichen Gebrauch angefertigten Weihnachtspyramiden werden seit den 1930er-Jahren auch als große Freilandpyramiden hergestellt. Sie sind fester Bestandteil des Brauchtums im sächsischen Erzgebirge und mittlerweile auch in großen Teilen des Erzgebirgsvorlands, zu dem Chemnitz und seine Stadtteile gehören. Besonders in den nach 1990 eingemeindeten Stadtteilen, welche eine lange kommunale Eigenständigkeit hatten, bildeten sich Heimatvereine, die den Bau und das Aufstellen von Ortspyramiden förderten. Im Chemnitz-Center Röhrsdorf befinden sich mehrere sehenswerte Pyramiden auf privatem Grund.
In vielen Orten wird jährlich das Pyramidenanschieben um den Ersten Advent feierlich begangen. Die meisten Pyramiden drehen sich bis Hochneujahr, in manchen Orten bis Lichtmess.

## Aktuelle Ortspyramiden
Bereits 1970 wurde in Einsiedel, welches seit dem 1. Januar 1997 ein Stadtteil von Chemnitz ist, aufgestellt. Auf dem Gelände des Chemnitz-Centers in Röhrsdorf befinden sich zwei Großpyramiden, welche zwar auf privatem Grund stehen, aber öffentlich zugänglich sind.
Die folgende Tabelle bietet einen Überblick über die in den Grenzen der Stadt Chemnitz existierenden Großpyramiden, die von der Stadt und den Stadtteilen, mit deren Genehmigung bzw. auf deren oder gemeinschaftlicher Initiative aufgestellt wurden.
| Abbildung                              | Ort                       | Standort | Baujahr   | Geschichte |
| -------------------------------------- | ------------------------- | --- | --------- | --- |
| Ortspyramide Adelsberg                 | Adelsberg                 | neben Adelsbergstraße 290 (nahe der Sparkasse) 50° 48′ 50,58″ N, 12° 59′ 14,78″ O                                 |           | Dreistufige Pyramide mit Figuren aus Südtiroler Zirbenholz. In der äußeren Form ist die Pyramide dem Dachreiter der Adelsberger Kirche nachempfunden. Auf der oberen Etage befindet sich die Szene der biblischen Christgeburt. Die Figuren der mittleren Etage stellen ortstypische Berufe dar, während sich auf der unteren Etage Adelsberger Originale wiederfinden. |
| Ortspyramide Einsiedel                 | Berbisdorf                | vor der Kirche 50° 45′ 53,55″ N, 12° 56′ 32,97″ O                                                                 |           | Jährlich nach Epiphanias wird das „Pyramide anhalten“ begangen. Die kleine einstufige Pyramide, auf welcher Figuren der biblischen Christgeburt zu finden sind, ist zu dieser Zeit vor der Berbisdorfer Kirche anzutreffen. |
| Ortspyramide Einsiedel                 | Einsiedel                 | Einsiedler Hauptstraße 66 (ehemaliges Postamt nahe dem Einsiedler Bahnhof) 50° 46′ 22,05″ N, 12° 58′ 27,26″ O     | 1970      | Die Einsiedler Ortspyramide ist 10 Meter hoch und wurde von Bürgern und zwei Gewerbetreibenden aus Einsiedel gefertigt. Auf dem unteren Teller stehen die vier Figuren Postbote, Braumeister, Jäger und Nussknacker. Auf der mittleren Etage drehen sich Bergmänner und auf dem oberen Teller sind Lampionkinder zu sehen. Eine Besonderheit sind die 1,60 Meter hohen Spanbäume, eine Baonderheit bei Freilandpyramiden. Die Geschichte der Pyramide ist auf der Webseite des Heimatwerks Einsiedel nachzulesen. |
| Ortspyramide Euba                      | Euba                      | Kreuzung Eubaer Straße/Hauptstraße, beim Anton-Günther-Gedenkstein 50° 50′ 0,77″ N, 13° 1′ 17,4″ O                | 1988/1989 | Die Eubaer Ortspyramide besitzt einen Drehteller, auf dem sich drei Figuren (Minnesänger, Förster, Holzfrau) befinden. |
| Ortspyramide Grüna (Folklorehof)       | Grüna                     | Folklorehof Grüna (Pleißaer Straße 18) 50° 48′ 52,6″ N, 12° 47′ 31,9″ O                                           | 1979      | Dreistufige, 6 m hohe Pyramide, hergestellt vom Schnitzverein Grüna und der Zimmerei Siegfried Nitzsche aus Grüna. Im Jahr 1997 erfolgte der Besatz mit neuen Figuren. Zu sehen sind auf der unteren Etage Vertreter verschiedener Berufe und ein Weihnachtsmann, in der mittleren Etage eine Bergkapelle und in der oberen Etage Nussknacker. |
| Ortspyramide Grüna (Rathaus)           | Grüna                     | vor dem Rathaus Grüna (Chemnitzer Straße 109) 50° 48′ 37,65″ N, 12° 46′ 56,2″ O                                   | 1994      | Dreistufige Pyramide. Die untere Etage zeigt Figuren der biblischen Christgeburt, in der Mitte befinden sich Figuren ortstypischer Berufe und die obere Etage ist mit Wintersportlern und einem Schneemann bestückt. Am Flügelrad ist ein Luftschiff mit dem in Grüna tätigen Luftschiffpionier Georg Baumgarten befestigt. |
| Ortspyramide Grüna (Oberförsterei)     | Grüna                     | neben der ehemaligen Oberförsterei Grüna, heute Kindertagesstätte (Forstweg 8) 50° 48′ 44,87″ N, 12° 46′ 44,67″ O | 2011      | Dreistufige Pyramide. Die untere und mittlere Etage zeigt Märchenfiguren und einen Weihnachtsmann, die obere Etage ist mit Engeln bestückt. Am Flügelrad ist ein Luftschiff mit dem in Grüna tätigen Luftschiffpionier Georg Baumgarten befestigt. |
| Ortspyramide Klaffenbach               | Klaffenbach               | beim Rathaus Klaffenbach (Klaffenbacher Hauptstraße 73) 50° 45′ 44,73″ N, 12° 54′ 36,54″ O                        | 1998      | Die Klaffenbacher Ortspyramide wurde vom Erzgebirgzweigsverein Klaffenbach erbaut. Die Grundfläche beträgt 3,60 Meter × 3,60 Meter und die Höhe 5,90 Meter. Thematisch stellen die Figuren Berufe und Szenen aus der Freizeit dar, auf der oberen Etage befinden sich Engel. |
| Ortspyramide Kleinolbersdorf-Altenhain | Kleinolbersdorf-Altenhain | Rathausplatz Altenhain (bei Zum Spitzberg 5) 50° 47′ 10,05″ N, 13° 0′ 27,58″ O                                    | 1998      | Pyramide mit vier Etagen, welche durch geschnitzte Bäume getragen werden. Auf dem unteren Teller ist eine Bergbauszene zu sehen, darüber befinden sich Szenen aus der Land- und Forstwirtschaft. Auf dem oberen Teller befindet sich eine Kurrende. |
| Ortspyramide Mittelbach                | Mittelbach                | vor der Grundschule Mittelbach (Hofer Straße 35) 50° 47′ 57,63″ N, 12° 47′ 56,03″ O                               | 2016      | Zweistufige Pyramide. Auf dem unteren Teller sind Schulkinder zu sehen, auf der oberen Etage Bäume und eine Wippe. |
| Ortspyramide Rabenstein                | Rabenstein                | vor dem Rabenstein-Center (Oberfrohnaer Straße 66) 50° 49′ 34,74″ N, 12° 49′ 54,92″ O                             | 2001      | Dreistufige, 6 Meter hohe Pyramide, deren Vorbild die Burg Rabenstein ist. Im Sockel befindet sich ein Mundloch mit Bergarbeiter und Hunt. Auf der unteren und mittleren Etage befinden sich Vertreter verschiedener Berufe, auf der oberen Etage sind ein Ritter, eine Prinzessin und ein Schäfer mit Schaf zu sehen. |
| Ortspyramide Reichenhain               | Reichenhain               | gegenüber der Grundschule Reichenhain 50° 47′ 53,2″ N, 12° 57′ 13,28″ O                                           | 2022      | Dreistufige Pyramide. Auf den unteren beiden Etagen befinden sich Figuren aus dem Alltagsleben, auf der oberen Etage steht eine Bergkapelle. |
| Ortspyramide Röhrsdorf                 | Röhrsdorf                 | vor dem Rathaus Röhrsdorf (Rathausplatz) 50° 51′ 39,39″ N, 12° 50′ 5,41″ O                                        | 1988      | Dreistufige, 4 Meter hohe Pyramide. Die aktuellen Figuren bestehen aus der Weihnachtsgeschichte, sechs regionaltypischen Figuren und Kurrendesängern mit der Röhrsdorfer Kirche. |
| Ortspyramide Stelzendorf               | Stelzendorf               | vor der Freiwilligen Feuerwehr 50° 47′ 49,39″ N, 12° 51′ 44,45″ O                                                 |           | Jährlich nach Epiphanias wird das „Pyramide anhalten“ begangen. Die kleine dreistufige Pyramide, auf welcher ortstypische Figuren zu finden sind, ist zu dieser Zeit vor der Stelzendorfer Feuerwehr anzutreffen. Sie befindet sich auf einem Anhänger, der zu diesem Anlass vor die örtliche Feuerwehr gefahren wird. |
| Ortspyramide Wittgensdorf              | Wittgensdorf              | Burgstädter Straße/Einmündung Genossenschaftsstraße 50° 53′ 8,87″ N, 12° 52′ 6,74″ O                              |           | Die dreistufige Pyramide ist mit erzgebirgstypischen Figuren geschmückt. |
| Ortspyramide im Zentrum von Chemnitz   | Zentrum                   | Neumarkt 50° 49′ 57,87″ N, 12° 55′ 12,73″ O                                                                       | 1986      | Die 12 Meter hohe Weihnachtspyramide auf dem Chemnitzer Weihnachtsmarkt besteht aus fünf Etagen. Auf diesen befinden sich insgesamt 24 Figuren, die den Alltag im Erzgebirge darstellen, u. a. der Waldarbeiter, der Jäger, das Reiterlein, die Kurrendesänger und die Bergmänner. Die Pyramide wurde vom Zirkel Holzgestaltung (Schnitzverein Grüna) des Geologischen Betriebes der SDAG Wismut und dem Schnitzzirkel des VEB Großdrehmaschinenwerk 8. Mai Karl-Marx-Stadt hergestellt. Im Jahr 2016 wurde der Korpus und bereits 2001 die Figuren originalgetreu ersetzt. Die noch erhaltenen ursprünglichen Figuren können zur Adventszeit im Foyer des Rathauses angeschaut werden. |